# 漢米爾頓毛氈苔
漢米爾頓毛氈苔為茅膏菜科茅膏菜屬的食肉植物，澳洲西澳特有種。生長在潮濕涼爽的環境。栽培時須注意本種畏懼高溫。土瓶草是本種在原生地的伴生植物。

## 外部連結
- （中文） Drosera hamiltonii的美麗水珠[永久]
- （英文） Drosera hamiltonii C.R.P.Andrews[] 西澳花卉資料庫的介紹